# Личинкоїд золотистий
Личинкоїд золотистий (Campochaera sloetii) — вид горобцеподібних птахів родини личинкоїдових (Campephagidae). Ендемік Нової Гвінеї. Це єдиний представник монотипового роду Золотистий личинкоїд (Campochaera).

## Опис
Довжина птаха становить 20 см. Виду притаманний статевий диморфізм. Самці переважно жовті, з чорними крилами і хвостами; обличчя, шия і верхня частина грудей в них чорні, тім'я і потилиця сірі, на крилах білі смуги. Дзьоб короткий, чорний. У самиць верхня частина тіла темно-жовта, із зеленуватим відтінком; обличчя, горло і груди у них сірі.

## Підвиди
Виділяють два підвиди:
- C. s. sloetii (Schlegel, 1866) — захід, північний захід Нової Гвінеї;
- C. s. flaviceps Salvadori, 1879 — південь Нової Гвінеї.

## Поширення і екологія
Золотисті личинкоїди живуть у вологих рівнинних тропічних лісах Нової Гвінеї.